# Steffen Hoos
Steffen Hoos (ur. 29 stycznia 1968 w Tambach-Dietharz) – niemiecki biathlonista, reprezentujący również NRD, trzykrotny medalista mistrzostw świata.

## Kariera
Pierwsze sukcesy w karierze osiągnął w 1988 roku, kiedy zdobył złote medale w sztafecie i sprincie na mistrzostwach świata juniorów w Chamonix.
W Pucharze Świata zadebiutował 15 grudnia 1988 roku w Les Saisies, kiedy zajął 44. miejsce w biegu indywidualnym. Pierwsze punkty zdobył 21 stycznia 1989 roku w Borowcu, zajmując 25. miejsce w sprincie. Nigdy nie stanął na podium indywidualnych zawodów tego cyklu, jednak łącznie czterokrotnie dokonał tego w zawodach drużynowych. Indywidualnie najwyższą lokatę zajął 1 lutego 1990 roku w Walchsee, gdzie był czwarty w biegu indywidualnym. Walkę o podium przegrał tam z Eirikiem Kvalfossem z Norwegii. Najlepsze wyniki osiągnął w sezonach 1989/1990 i 1991/1992, kiedy zajmował 18. miejsce w klasyfikacji generalnej.
Podczas mistrzostw świata w Feistritz w 1989 roku wspólnie z Andreasem Heymannem, André Sehmischem i Raikiem Dittrichem zajął trzecie miejsce w biegu drużynowym. Na rozgrywanych cztery lata później mistrzostwach świata w Borowcu razem z Fritzem Fischerem, Svenem Fischerem i Frankiem Luckiem zwyciężył w tej samej konkurencji. Ponadto na mistrzostwach świata w Canmore w 1994 roku reprezentacja Niemiec w składzie: Jens Steinigen, Marco Morgenstern, Peter Sendel i Steffen Hoos zajęła trzecie miejsce w biegu drużynowym. Był też między innymi szósty w sprincie podczas mistrzostw świata w Oslo/Mińsku/Kontiolahti w 1990 roku.
Brał także udział w igrzyskach olimpijskich w Albertville w 1992 roku, zajmując 18. miejsce w biegu indywidualnym. Był to jego jedyny start w zawodach tego cyklu.

## Osiągnięcia

### Igrzyska olimpijskie
| Rok  | Miejscowość | Konkurencje | Konkurencje | Konkurencje | Konkurencje | Konkurencje | Konkurencje | Konkurencje |
| Rok  | Miejscowość | IN          | SP          | PU          | MS          | RL          | MR          | SR          |
| ---- | ----------- | ----------- | ----------- | ----------- | ----------- | ----------- | ----------- | ----------- |
| 1992 | Albertville | 18.         | –           | nd.         | nd.         | –           | nd.         | –           |

### Mistrzostwa świata
| Rok  | Miejscowość            | Konkurencje | Konkurencje | Konkurencje | Konkurencje | Konkurencje | Konkurencje | Konkurencje |
| Rok  | Miejscowość            | IN          | SP          | PU          | MS          | RL          | MR          | SR          |
| ---- | ---------------------- | ----------- | ----------- | ----------- | ----------- | ----------- | ----------- | ----------- |
| 1989 | Feistritz              | –           | –           | nd.         | nd.         | –           | nd.         | –           |
| 1990 | Mińsk/Oslo/Kontiolahti | –           | 6.          | nd.         | nd.         | –           | nd.         | –           |
| 1992 | Nowosybirsk            | nd.         | nd.         | nd.         | nd.         | nd.         | nd.         | –           |
| 1993 | Borowec                | –           | –           | nd.         | nd.         | –           | nd.         | –           |
| 1994 | Canmore                | nd.         | nd.         | nd.         | nd.         | nd.         | nd.         | –           |

### Puchar Świata

#### Miejsca w klasyfikacji generalnej
| Sezon     | Miejsce |
| --------- | ------- |
| 1988/1989 | 29.     |
| 1989/1990 | 18.     |
| 1990/1991 | 62.     |
| 1991/1992 | 18.     |
| 1992/1993 | 75.     |
| 1993/1994 | 45.     |

#### Miejsca na podium chronologicznie
Hoos nigdy nie stanął na podium indywidualnych zawodów PŚ.